# Rząd Malty
Rząd Malty – zgodnie z konstytucją Malty rząd sprawuje władzę wykonawczą. Na czele stoi premier mianowany przez prezydenta na okres 5 lat. 
Malta jest republiką parlamentarną. Władzę ustawodawczą sprawuje jednoizbowy parlament. Pomimo że zgodnie z konstytucją głową państwa jest Prezydent, władzę wykonawczą sprawuje premier i jego gabinet. Mianuje go Prezydent na pięcioletnią kadencję. Jest nim zawsze lider partii większościowej lub koalicji większościowej w parlamencie. Na wniosek Prezesa Rady Ministrów prezydent mianuje ministrów. Są oni wybierani spośród członków Izby Reprezentantów.

## Skład
Rząd Malty składa się z ministrów i sekretarzy parlamentarnych. Ich liczba zależy od premiera rządu: 
- Ministerstwo gospodarki, inwestycji i małych przedsiębiorstw
- Ministerstwo edukacji i zatrudnienia
- Ministerstwo energii i gospodarki wodnej - rozwój alternatywnych źródeł energii, polityka energetyczna, polityka wodna, usługi energetyczne i wodne
- Ministerstwo spraw europejskich i równości
- Ministerstwo finansów
- Ministerstwo turystyki
- Ministerstwo spraw wewnętrznych i bezpieczeństwa narodowego
- Ministerstwo sprawiedliwości, kultury i samorządów lokalnych
- Ministerstwo środowiska, zrównoważonego rozwoju i zmian klimatu
- Ministerstwo spraw zagranicznych i promocji handlu
- Ministerstwo transportu, infrastruktury i projektów kapitałowych
- Ministerstwo ds. Gozo
- Ministerstwo ds. rodziny, praw dziecka i solidarności społecznej

## Kodeks etyki
Od 1994 roku Ministrów i sekretarzy parlamentarnych obowiązuje Kodeks etyki. Powstał on ponieważ ministrowie powinni działać i postępować zgodnie z najwyższymi standardami zarówno w życiu osobistym, jak podczas wykonywania swoich konstytucyjnych obowiązków. Obecnie obowiązuje wersja zmieniona w  2015 roku.